# Cot Patisah
Cot Patisah is een bestuurslaag in het regentschap Aceh Utara van de provincie Atjeh, Indonesië. Cot Patisah telt 897 inwoners (volkstelling 2010).